# 水口町下山
水口町下山（みなくちちょうしもやま）は、滋賀県甲賀市にある地名。

## 地理
甲賀市水口町の北西部、伴谷地域の南端に位置し、東は水口町伴中山、南は水口町泉、西は湖南市岩根・湖南市朝国、北は水口町春日に接する。南北に滋賀県道178号泉日野線が通じる。

## 歴史
中世は柏木荘、後に伊勢神宮領の柏木御厨に含まれた。下山の地名は1331年に山中文書に「下山村郷」としてみえる。中世から戦国末期にかけて、伴氏の支配下にあり、下山城跡等が残る。1585年の甲賀ゆれと水口岡山城築城によりその支配下に入ったと考えられる。

## 世帯数と人口
2019年（令和元年）9月30日現在の世帯数と人口は以下の通りである。
| 町丁       | 世帯数   | 人口   |
| ---------- | -------- | ------ |
| 水口町下山 | 1042世帯 | 2685人 |

## 学区
市立小・中学校に通う場合、学区は以下の通りとなる。
| 番・番地等 | 小学校             | 中学校             |
| ---------- | ------------------ | ------------------ |
| 全域       | 甲賀市立伴谷小学校 | 甲賀市立水口中学校 |

## 交通
- 滋賀県道178号泉日野線

## 施設
- 下山公民館
- 広野台東区集会所
- 広野台西区集会所
- 九品寺
- 日吉神社 (甲賀市水口町下山区)

## その他

### 日本郵便
- 郵便番号 : 528-0063[3]（集配局：水口郵便局[7]）